# Avenida Ibirapuera
Avenida Ibirapuera é uma avenida localizada na cidade de São Paulo. Tem início na Avenida Conselheiro Rodrigues Alves (antigo nome da via), no distrito de Vila Mariana e termina no acesso à Avenida dos Bandeirantes e no viaduto homônimo, na divisa dos distritos de Moema e Campo Belo.
O nome da via é originado da junção dos termos indígenas "ibira" (madeira) e "uera" (velho), que significa "aquilo que foi e não é mais".
A avenida teve seu nome atual oficializado por meio do Ato nº 505, de 18 de agosto de 1933. Ela foi constituída a partir da união de dois antigos logradouros, um considerado como parte integrante da Avenida Conselheiro Rodrigues Alves, e o outro chamado de "Av Araponga" ou mesmo com a denominação do primeiro trecho.
Ao longo de sua extensão, estão localizadas diversas empresas e condomínios, além de duas estações (Moema e Eucaliptos) da Linha 5-Lilás do Metrô, operada pela ViaMobilidade e o Shopping Ibirapuera, um dos maiores e mais antigos de São Paulo, inaugurado em 1976. Nas proximidades da avenida também está localizado o Parque Ibirapuera, um dos maiores da cidade.
A avenida faz parte do Corredor Vereador José Diniz-Ibirapuera-Centro, inaugurado em 2008 e que liga a Zona Sul ao metrô Santa Cruz e ao centro pelo Corredor Norte-Sul, no trecho conhecido como Avenida 23 de Maio.